# 크리어

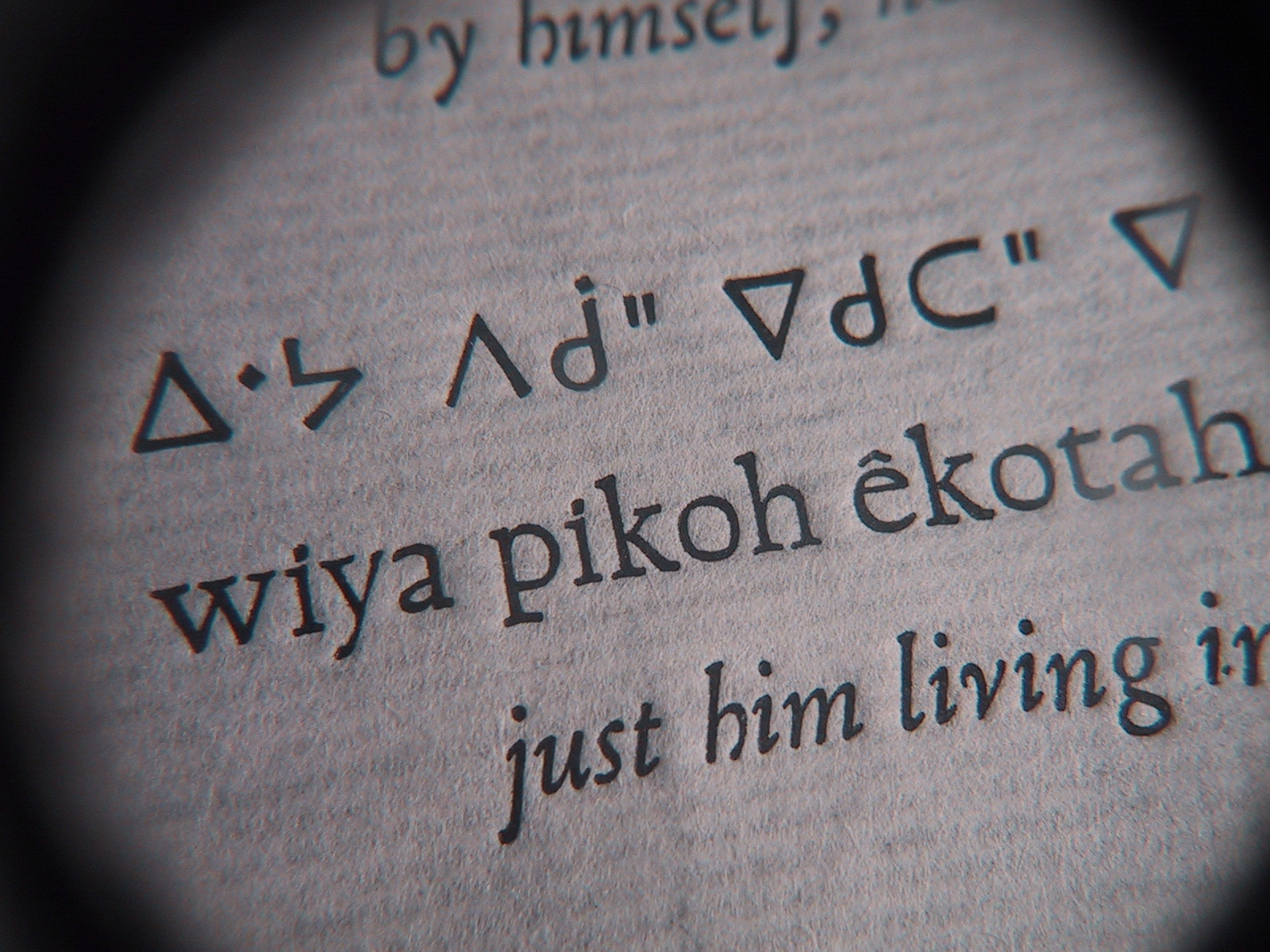

크리어는 북아메리카에서 쓰이는 알곤킨(알공킨) 계통의 언어로서 캐나다와 미국에 걸쳐 사용되는 언어이며 북미 원주민 언어 중에서 두 번째로 많이 쓰인다.

## 발음
크리어는 캐나다 원주민 음절문자를 사용해 표기한다. 이 문서에서는 음절문자를 로마자로 풀어서 쓴 것이다.

### 모음
- a - 영어 'what'의 'a'처럼 발음하며 'w'의 뒤에 붙으면 '아우'로 발음한다.

- â - 한국어: '아'처럼 발음하며 'w'의 뒤에 붙으면 영어의 'saw'의 'aw'처럼 발음한다.

- e - 한국어: '에'처럼 발음하며 'gaze'의 'a'와 유사하게 발음한다.

- i - 한국어: '이'처럼 발음한다.

- î - 한국어: '이이'처럼 발음한다.

- o - 한국어: '우'처럼 발음한다.

- ô - 한국어: '오'처럼 발음한다.

#### 이중모음
- aw - 영어의 'awake'의 'aw'처럼 발음하나 어느 방언에서는 '아우'로 발음한다.

- âw - 한국어: '아우'처럼 발음한다.

- ay - 한국어: '아이'처럼 발음한다.

- ew

- ey - 한국어: '에이'처럼 발음한다.

- iw - 한국어: '우'와 비슷하게 발음하나 어느 방언에서는 한국어: '오우'처럼 발음한다.

- îw - 한국어: '이유'처럼 발음한다.

- iy - 한국어: '이'와 비슷하게 발음한다.

- ow - 한국어: '오우'처럼 발음한다.

- oy - 한국어: '오이'처럼 발음한다. 특히 오스트레일리아 영어처럼 발음한다.

### 자음
- c - 한국어: 'ㅊ'처럼 발음하거나 'ㅈ'처럼 발음한다.

- h - 한국어: 'ㅎ'처럼 발음한다.

- k - 한국어: 'ㅋ'처럼 발음하거나 'ㄱ'처럼 발음한다.

- kw - 영어의 'queen'의 'qu'처럼 발음하지만 낱말의 끝에 올때에는 'ㅋ(k)'에 더 가깝게 발음한다.

- l - 한국어: 'ㄹ'처럼 발음한다.

- m - 한국어: 'ㅁ'처럼 발음한다.

- n - 한국어: 'ㄴ'처럼 발음한다.

- p - 한국어: 'ㅍ'처럼 발음하거나 'ㅂ'처럼 발음한다.

- s - 한국어: 'ㅅ'처럼 발음한다.

- sh - 영어 'shy'의 'sh'처럼 발음한다.

- t - 한국어: 'ㅌ'처럼 발음하거나 'ㄷ'처럼 발음한다.

- th - 영어 'this'의 'th'처럼 발음한다.

- w - 영어 'way'의 'w'처럼 발음한다.

- y - 영어의 'yes'의 'y'처럼 발음한다.

- ’ - 끊어줄때 내는 소리다. 'uh-oh'의 가운데에 있는 것처럼 발음한다.

## 방언
크리어는 캐나다 전역에 걸쳐 사용되는 언어이며 다양한 방언 또한 존재한다. 크리어 방언에서 주요 차이점은 무스 크리어에서는 'l'을 발음하며 북부 크리어는 'th'를 발음하며 평원과 동부 크리족은 'y'를 습지 크리어는 'n'을 발음한다. "바람"을 뜻하는 단어에서 무스 크리어는 로틴(lôtin)이라고 하지만 평원 크리어에서는 요틴(yôtin)이리고 발음하며 늪지 크리어는 노틴(nôtin)이라고 발음하고 북부 크리어는 도틴(thôtin)이라고 발음한다. 또한 먼 서쪽에서는 'sh'를 's'라고 발음하며 동쪽이나 북쪽에서는 e를 î나 â로 발음한다. 그럼에도 불구하고 (미국, 캐나다, 호주의 영어가 상당한 억양의 차이에도 불구하고 서로 통용될 수 있는 것처럼) 다양한 크리어 방언들도 서로 의사소통이 가능하다.

## 자음 유성화
크리어 표기에서 유성음과 무성음을 구분하지 않는 자음은 다음과 같다.
- k와 g
- p와 b
- t와 d
- c와 j

이 자음들이 두 모음 사이에 올 때는 ㄱ, ㅂ, ㄷ, ㅈ과 같이 항상 유성음으로, 그밖의 경우에는 무성음으로 ㅋ, ㅍ, ㅌ, ㅊ과 같이 항상 유성음으로 발음된다.
예를 들어,
pâkân은 '파간'으로 발음한다.
sohkan은 '수칸'으로 발음한다.
kaskatin은 '카스카딘'으로 발음한다.
이 규칙들에는 복잡한 예외가 존재한다. 하지만 같은 자음이 같은 위치에 있을 때는 항상 같은 소리가 나기 때문에 크리어 자음의 유성음·무성음 차이로 크리어의 의미가 혼동되는 경우는 없다. 최악의 경우는 말투가 이상하게 들리는 정도일 뿐이다.

## h의 강세
영어와 달리 크리어에서는 'h'자를 모음 사이뿐만 아니라 자음 앞에서도 발음한다. 어떤 사람들은 자음 앞의 h를 일반적인 h처럼 입김을 부는 소리로 발음하고, 어떤 사람들은 자음 앞의 'h'를 더 세게 발음한다.
- 'k'앞의 'h'는 후두음으로 발음한다. '독일어: ach'를 발음할 때처럼 한다. 'sokhan'을 [sokhʌn]으로 발음하는 사람도 있고 [soxkʌn]으로 발음하는 사람도 있다.
- 't'앞의 'h'는 영어: think의 th처럼 발음한다. 'mahti'를 [mahti]로 발음하는 사람도 있고 [maθti]처럼 발음하는 사람도 있다.
- 'c'앞의 'h'는 영어: sheep의 sh처럼 발음한다. 'kichi'를 [kihtʃi]처럼 발음하는 사람도 있고 [kiʃtʃi]로 발음하는 사람도 있다.
- 'p'앞의 'h'는 영어: fell의 f처럼 발음한다. 'pâhpowin'을 [pa:hpʊwin]처럼 발음하는 사람도 있고 [pa:fpʊwin]처럼 발음하는 사람도 있다.

모든 크리어 사용자가 이런 방법으로 발음하지도 않고, 반드시 이렇게 발음해야 하는 것도 아니다.

## 같이 보기
- 크리족